# Avedis Donabedian
Avedis Donabedian (Beirute, Líbano, 7 de janeiro de 1919 - Ann Arbor, EUA, 9 de novembro de 2000) foi um médico e pesquisador de origem libanesa, radicado nos Estados Unidos, que se destacou no campo do estudo da qualidade em saúde, sendo reconhecido por ter concebido um modelo de avaliação da qualidade: o "Modelo" ou "Tríade de Donabedian". Formou-se médico na Universidade Americana de Beirute, em 1940, e continuou sua formação na Universidade de Harvard, estudando epidemiologia e administração de serviços de saúde. Depois, transferiu-se para o New York Medical College (1957 a 1961) e, por fim, fixou-se na Escola de Saúde Pública da Universidade do Michigan, onde seguiu vivendo.

## Obra
Artigos
- Evaluating the quality of medical care. Milbank Mem Fund Q 1966;44:Suppl:166-206. (reimpresso em Milbank Q 2005;83:691-729.)
- Quality, cost, and health: an integrative model. Med Care 1982;20:975-92 (com J.R. Wheeler e L. Wyszewianski).
- The epidemiology of quality. Inquiry 1985;22:282-92.
- Twenty years of research on the quality of medical care, 1964-1984. Eval Health Prof 1985;8:243-65.
- The quality of care. How can it be assessed? JAMA 1988;260:1743-8.
- The end results of health care: Ernest Codman’s contribution to quality assessment and beyond. Milbank Q 1989;67:233-56.
- The seven pillars of quality. Arch Pathol Lab Med 1990;114:1115-8.
- A quarter-century of work on quality of care at the Institute of Medicine. In: Institute of Medicine Council. For the public good: highlights from the Institute of Medicine, 1970-1995. Washington, DC: National Academies Press, 1995:53-7.

Livros
- The definition of quality and approaches to its assessment. Ann Arbor, MI: Health Administration Press, 1980.
- The criteria and standards of quality. Ann Arbor, MI: Health Administration Press, 1982.
- The methods and findings of quality assessment and monitoring: an illustrated analysis. Ann Arbor, MI: Health Administration Press, 1985.
- An introduction to quality assurance in health care. New York: Oxford University Press, 2002